# Place Jean-Macé (Nantes)
Pour les articles homonymes, voir Place Jean-Macé.
La place Jean-Macé est une place nantaise.

## Situation et accès
Située dans le quartier Bellevue - Chantenay - Sainte-Anne, la place est traversée du nord au sud par le boulevard de la Liberté, au sud-ouest elle est le débouché de la rue des Réformes, tandis que la rue de la Tannerie y accède à l'est.

## Origine du nom
Son nom est un hommage au journaliste et homme politique Jean Macé.

## Historique
La place était autrefois l'un des lieux les plus fréquentés par les chantenaysiens, avec les commerces qui s'y trouvaient, notamment de nombreux cafés, lieux de rendez-vous des ouvriers sortant des usines du Bas-Chantenay.
Initialement dénommée « place du Rebondu », elle prend le nom de « place Jean-Macé » à la suite d'une délibération du conseil municipal de la commune de Chantenay-sur-Loire, sur le territoire de laquelle elle se situait, en date du 12 juin 1904.
Au sud-est de la place se trouve l'ancien cinéma de quartier « l'Olympic », construit en 1927 et qui portait alors le nom de « Majestic », salle que Jacques Demy fréquentait enfant et qui fut gérée un temps par les parents de l'humoriste Sim. L'endroit, après diverses utilisations, dont celle de supérette, devient une salle de concert en 1995. La capacité est de 800 spectateurs et l'aménagement du lieu est signé par le cabinet de Vaughan Oliver. Après avoir fermé ses portes le 15 mai 2011 pour des travaux de rénovation qui ont duré deux ans, elle fait désormais partie du réseau de « La Fabrique » sous le nom de « Fabrique Chantenay-Bellevue ».